# Claire Heliot
Pour les articles homonymes, voir Héliot.
Claire Heliot, née Klara Haumann le 6 février 1866 et morte le 9 juin 1953, est une dompteuse allemande de lions ayant une renommée internationale en Angleterre et aux États-Unis.

## Biographie

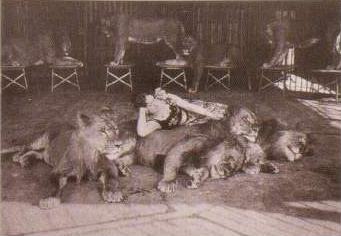
Claire Heliot en 1907.

Son père est un fonctionnaire postal du gouvernement. Elle grandit à proximité des animaux du jardin zoologique de Leipzig où sa mère Bertha est soigneuse. Elle suit les conseils d’Ernst Pinkert, qui a ouvert une école de dressage en 1890 avec un groupe de douze lions et quatre grands dogues au sein du zoo de Stuttgart. En avril 1897, elle se fait connaître lorsqu'elle se produit pour la première fois dans un zoo de Leipzig avec deux lions. Elle est notamment capable de porter un lion adulte sur ses épaules ou de se coucher sur un lit de cinq ou six fauves vautrés sur le plancher.
Surnommée « La Fiancée des lions », en référence au poème tragique du poète franco-allemand Adelbert von Chamisso (1781-1838), elle fait l’ouverture du cirque Medrano fin 1898. Elle effectue une tournée en Angleterre avec dix lions et deux grands chiens, et joue à l'hippodrome de Londres en 1900 et 1901. Elle poursuit ses tournées en Russie ainsi qu'aux États-Unis.
En 1907, grièvement blessée par un de ses lions, elle met fin à sa carrière.
Après sa carrière de dompteuse de lion, elle ouvre un salon de coiffure à l'âge de cinquante ans et connaît des difficultés financières liée à l'inflation de 1922.